# Площа Нови Клепаж (Краків)
Нови Клепаж (пол. Nowy Kleparz) — ринкова площа у Кракові у формі трикутника, розташована на північ від Старого міста, між вулицею Длуга та Алєю Юліуша Словацького. Це також важливий пересадочний центр для автобусів і трамваїв.
Сформувалася близько 1320 року як ринкова площа на дорозі, що йде від Кракова на північ. Положення площі підтвердила локація міста Клепаж. У XVI—XVII столітті її називали «земельним портом землі краківської» через щотижневий ринок зерна. ЇЇ значення зросло в XIX столітті після того, як кордони міста були розширені на північ.
В даний час на площі розташований ринок, котрим керує торговельна компанія «Нови Клепаж», а його територія забудована типовою ринковою архітектурою (кіоски та ін.).
На південному краю площі стоїть статуя Богоматері.

Неподалік площі знаходяться зупинки автобусів і трамваїв, а також автовокзал з кінцевою зупинкою. Вони є одним з найважливіших пересадочних вузлів на півночі Кракова . 

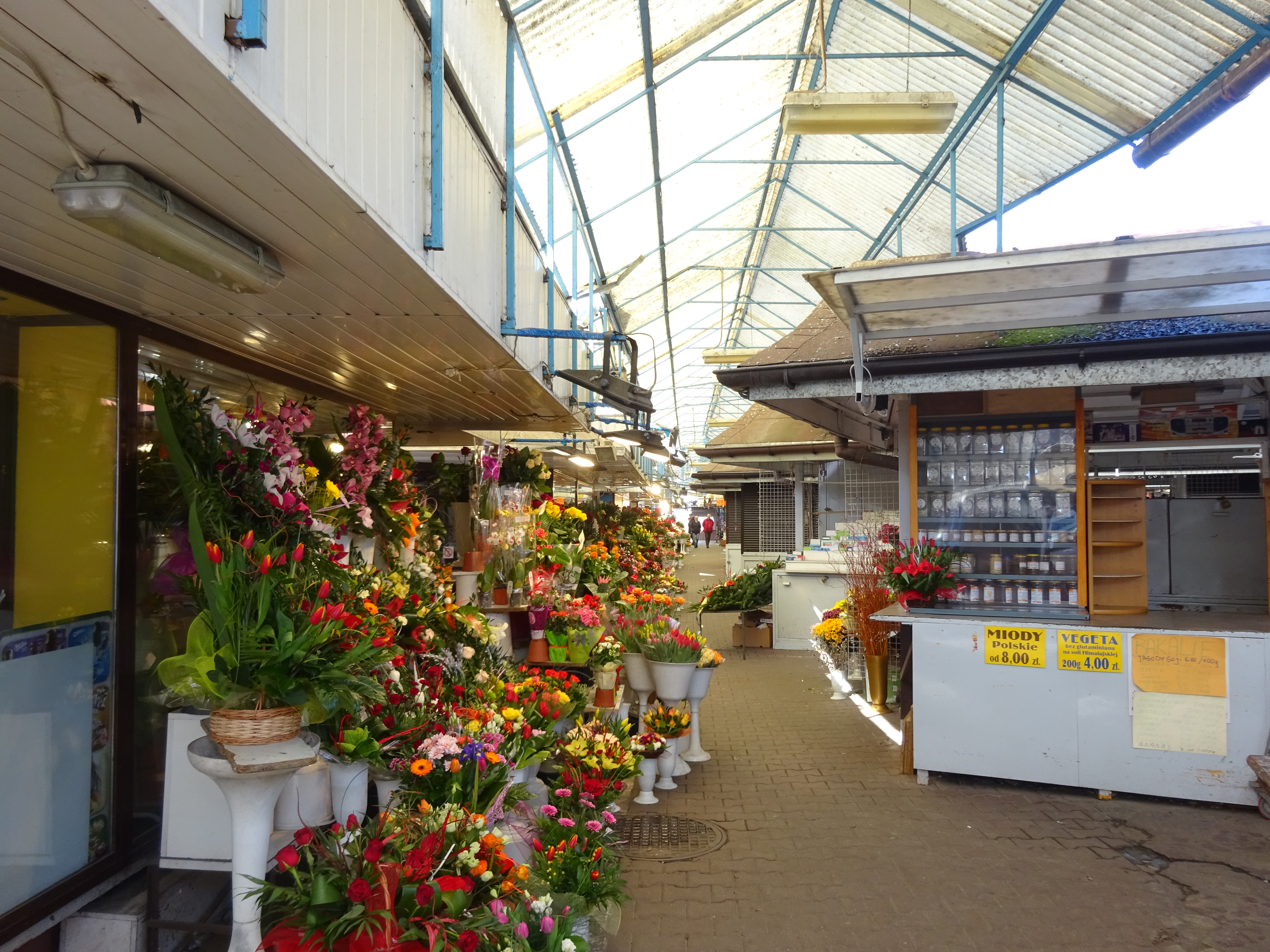
Інтер'єр крамниць у Нови Клепаж (квіткова крамниця)